# Centrale Maasvlakte
De energiecentrale Maasvlakte is een Nederlandse kolencentrale op de Rotterdamse Maasvlakte met een vermogen van 1070 MW. De bouw van deze eenheid begon in 2008 en in 2016 werd de centrale officieel in gebruik genomen is. De centrales staan in de buurt van de concurrerende Engie Centrale Rotterdam. Twee oude eenheden van de centrale met dezelfde naam zijn medio 2017 buiten gebruik gesteld.

## MPP3-centrale
In april 2008 is het Duitse nutsbedrijf E.ON gestart met de bouw van een nieuwe kolencentrale, met de werknaam Maasvlakte Power Plant 3 (MPP3), naast de bestaande eenheden. De capaciteit van de nieuwe centrale is 1070 MW. De investering in dit project bedroeg ongeveer 1,7 miljard euro. In 2016 heeft E.ON al zijn kolen- en gascentrales in Uniper ondergebracht.
De centrale gebruikt poederkool als brandstof om stoom te produceren die via een turbine de generator aandrijft. Behalve steenkool zal de centrale ook biomassa kunnen verstoken, dit laatste met een maximum van circa 20%.  Vanwege de zeer hoge stoomcondities (290 bar en 600 graden Celsius) krijgt de centrale een rendement van 47%. Dit is aanzienlijk minder slecht dan het gemiddelde rendement van steenkool gestookte centrales, dat wereldwijd op 30% ligt. De CO2-uitstoot van MPP-3 is zo'n 25% lager ten opzichte van een gemiddelde kolencentrale met hetzelfde vermogen. De mogelijkheid wordt onderzocht of het CO2, dat door deze centrale wordt geproduceerd, kan worden opgeslagen in een leeg gasveld onder de Noordzee in het kader van het Rotterdam Opslag en Afvang Demonstratieproject, ROAD.
In 2019 heeft het Nederlandse parlement een wet aangenomen die stroomopwekking via verbranding van steenkool vanaf het jaar 2030 verbiedt. Dit is een van de maatregelen om de uitstoot van CO2 met 49% te verlagen in 2030. MPP-3 is een van de vier centrales waarvoor dit verbod gaat gelden. Uniper is een rechtszaak gestart, niet om de sluiting tegen te gaan maar voor een financiële compensatie omdat de centrale nog veel langer dan 2030 elektriciteit kan produceren. Op 22 juli 2022 werd Uniper gered door de Duitse staat en in ruil voor een grote financiële bijdrage zal Uniper de rechtszaak tegen de Nederlandse staat staken.

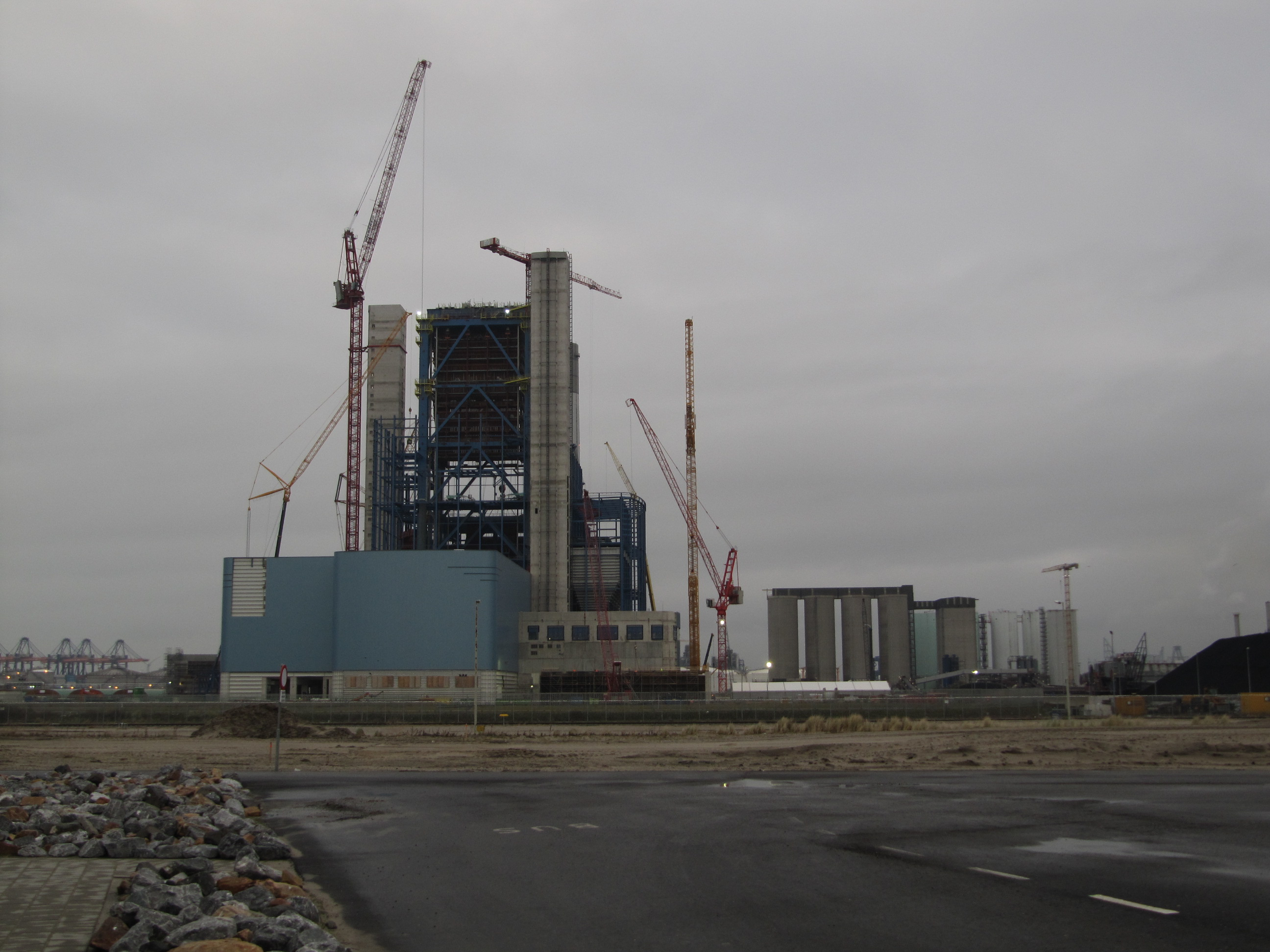
Nieuwe centrale in aanbouw (foto december 2010)
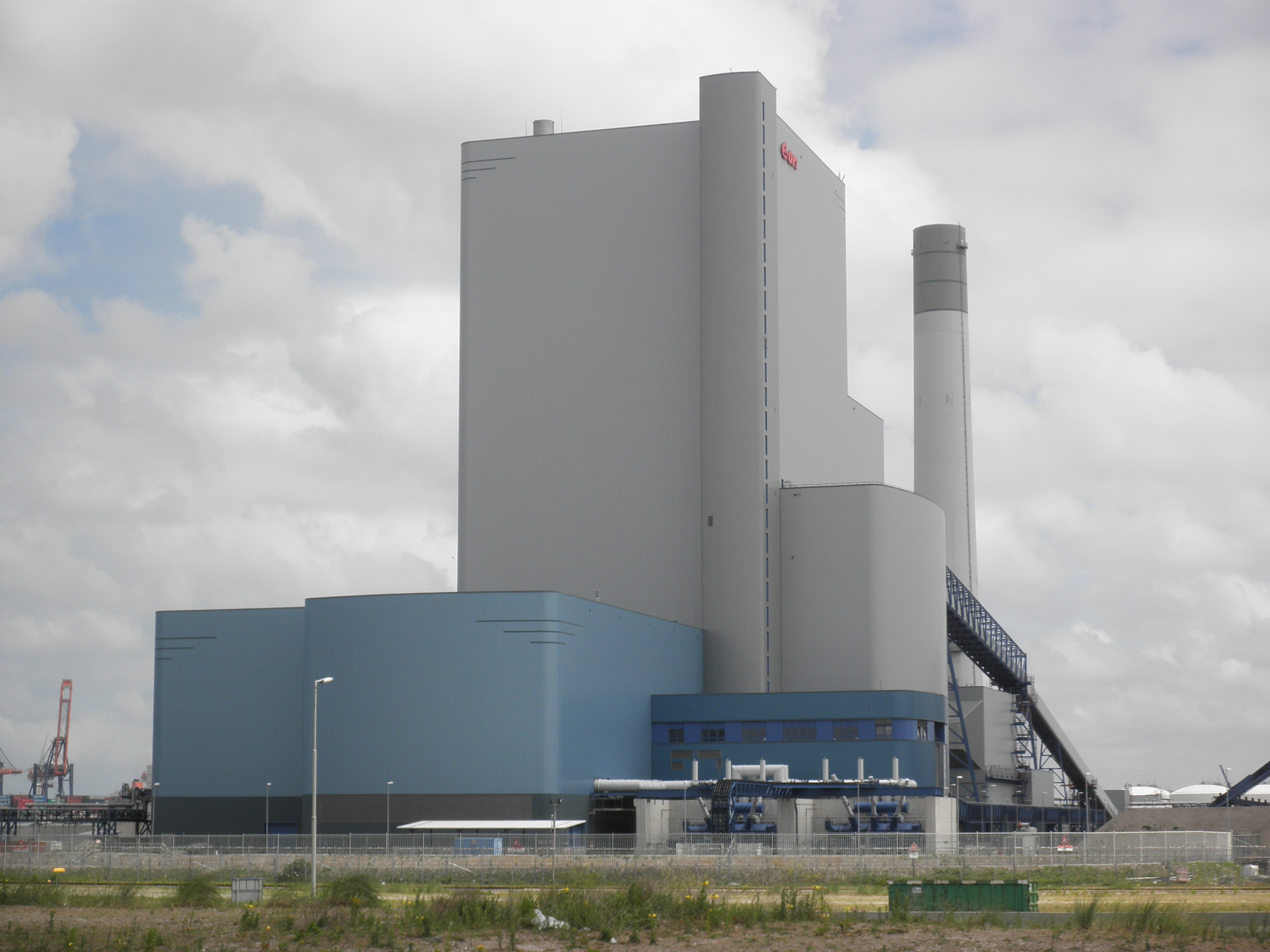
De nieuwe centrale in juni 2014
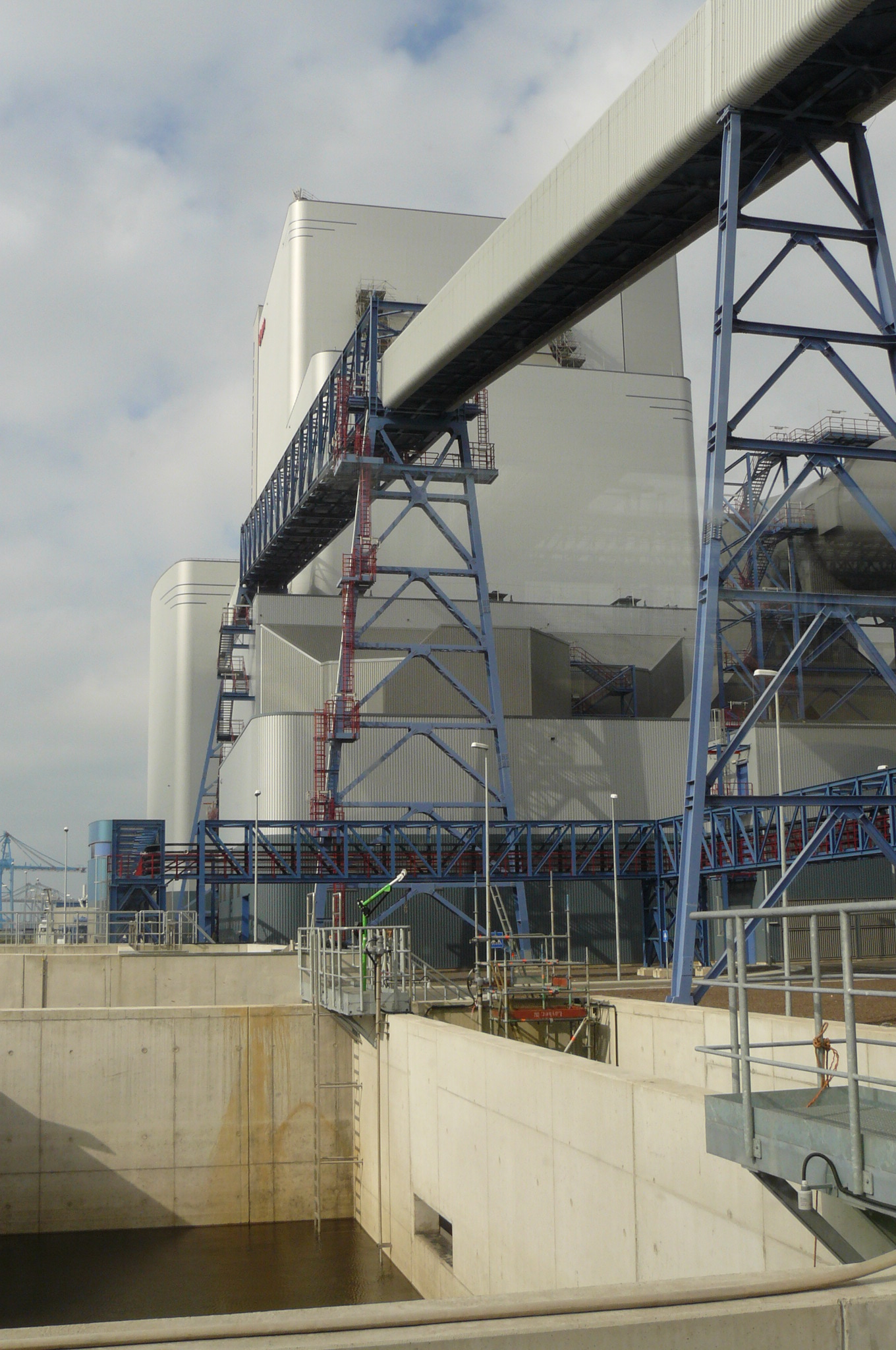
Achteraanzicht van de nieuwe centrale

## Eenheid 1 & 2 (gesloten)

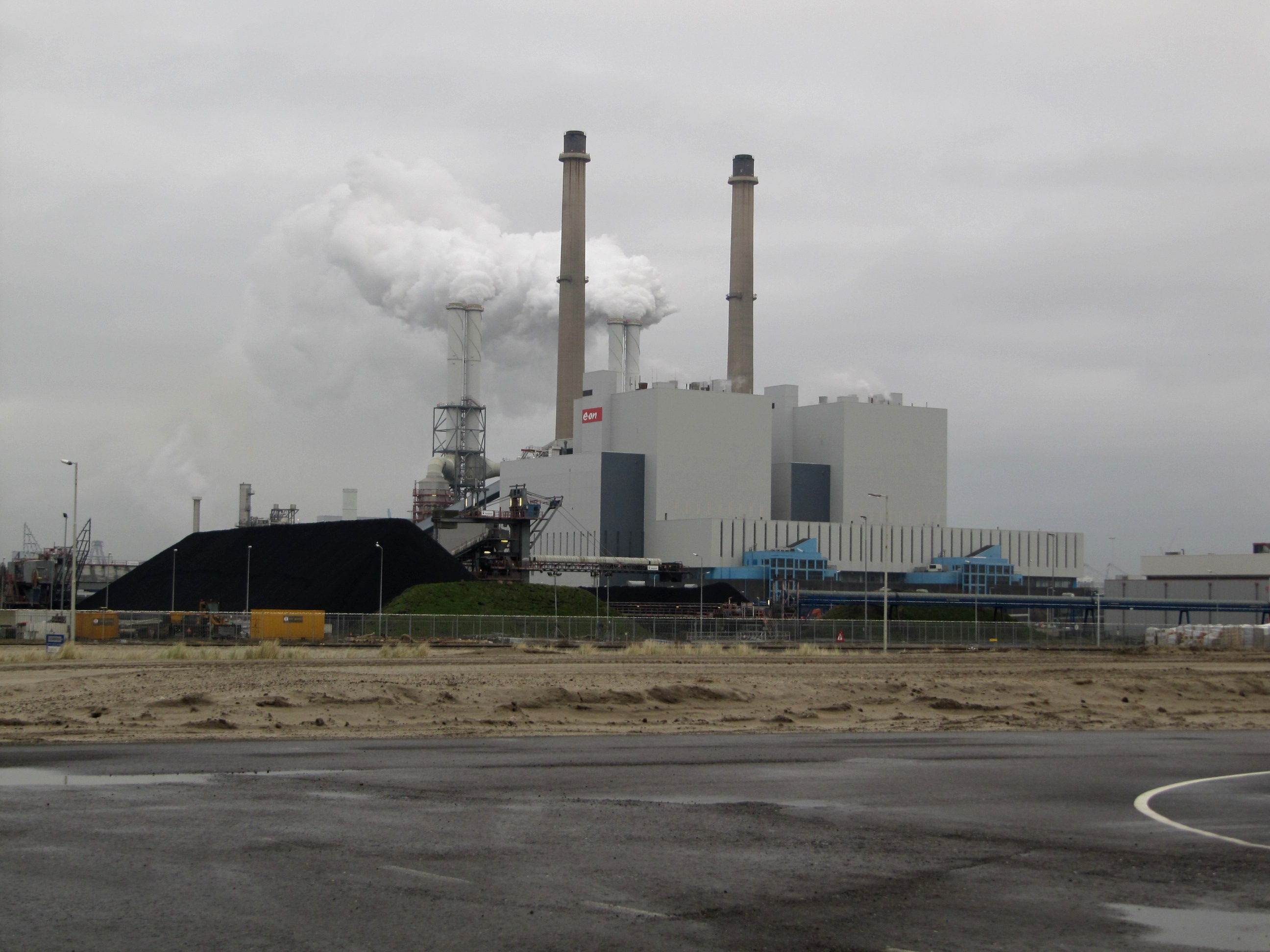
Oude centrale

Eenheid 1 & 2 zijn gebouwd voor het voormalige GEB Rotterdam aan het begin van de jaren 70 als gasgestookte centrale. Eenheid 1 is in 1973 in bedrijf gegaan en Eenheid 2 in 1974. In het kader van de brandstofdiversificatie (onafhankelijkheid van olie/gas in geval van een energiecrisis zoals de oliecrisis van 1973) zijn de eenheden begin jaren tachtig omgebouwd naar kolenstook, met de mogelijkheid om ook op aardgas te stoken. Het opstarten van de centrale gebeurt met verstoken van lichte olie.
De locatie op de Maasvlakte heeft als grote voordelen dat het ligt aan diep vaarwater waardoor de aanvoer van steenkool goed mogelijk is, en de aanwezigheid van voldoende koelwater.
Omdat de Elektriciteitswet 1989 voorschreef dat de elektriciteitsproductie moest worden gescheiden van distributie en levering, kwam de centrale in 1987 in eigendom en beheer bij het Elektriciteitsbedrijf Zuid-Holland (EZH), dat tot dan toe enkel een coördinerende rol had en het 150 kV-hoogspanningsnet van Zuid-Holland beheerde.
Rond die tijd kwam er ook meer aandacht voor de schadelijke uitstoot van kolencentrales. De vliegas werd al afgevangen, en rond 1990 was de centrale voorzien van een rookgasontzwavelingsinstallatie (ROI). In deze ROI worden de rookgassen door een regen van kalkwater geleid, waarmee het zwaveldioxide in de gassen reageert tot gips. In 2003 werd zo ruim 90.000 ton gips geproduceerd. In 2006 en 2007 werd ook een Denox-installatie (op basis van SCR) aangebracht.
In 2000 werd EZH overgenomen door E.ON voor een totaal bedrag van 1,1 miljard euro. De naam werd gewijzigd in E.ON Benelux. In 2016 is deze naam i.v.m. de splitsing van E.ON veranderd naar Uniper Benelux. De eenheden 1 en 2 zijn per 1 juli 2017 gesloten als een gevolg van het landelijk gesloten Energieakkoord voor duurzame groei.

### Technische specificaties
| Ketel                         | Ketel |
| ----------------------------- | --- |
| Bouwer                        | Koninklijke Schelde Groep, licentiebouw van Combustion Engineering                                             |
| Maximum drumdruk              | 206 bar |
| Type ketel                    | Drumketel met gedwongen circulatie met behulp van 3 ketelcirculatiepompen. Hoekbranderketel met herverhitting. |
| Stoomhoeveelheid bij vollast  | 1600 ton/uur                                                                                                   |
| Werkdruk verse stoom          | 185 bar |
| Temperatuur verse stoom       | 540 graden Celsius                                                                                             |
| Druk herverhitter             | 45 bar |
| Temperatuur herverhitte stoom | 540 graden Celsius.                                                                                            |
| Brandstofverbruik             | circa 180 ton kolen per uur onder vollast, verdeeld over 4 of 5 poederkoolmolens.                              |
| Secundaire brandstoffen       | Biomassa, diermeel, dierlijk afvalvet en heavies (restproduct chemische industrie)                             |

| Machine   | Machine                                                                                |
| --------- | -------------------------------------------------------------------------------------- |
| Fabrikant | Rotterdamsche Droogdok Maatschappij (RDM) onder licentie van Brown, Boveri & Cie (BBC) |
| Opbouw    | 1 enkelstrooms HD-turbine, 1 dubbelstrooms MD-turbine, 3 dubbelstrooms LD-turbines.    |

| Generator          | Generator           |
| ------------------ | ------------------- |
| Fabrikant          | Brown, Boveri & Cie |
| Maximale belasting | 600MVA              |